# Kråkstrandtjärnen
Kråkstrandtjärnen är en sjö i Strömsunds kommun i Ångermanland och ingår i Ångermanälvens huvudavrinningsområde.